# Mouvement des droits et des libertés - Nouveau départ
Le Mouvement des droits et des libertés - Nouveau départ  (en bulgare Dvizhenie za prava i svobodi – Novo nachalo, abrégé DPS–NN) est une alliance électorale formée après la scission au sein du Mouvement des droits et des libertés.

## Historique
En vue des élections législatives bulgares d'octobre 2024, le Mouvement des droits et des libertés se scinde en deux factions : DPS-Peevski et DPS-Dogan. Le 4 septembre, la commission électorale décide de n'enregistrer aucune coalition au nom d'une des deux factions. La Cour suprême administrative autorise finalement la première, qui s'est déclarée en premier, à enregistrer sous le nom de Mouvement des droits et des libertés - Nouveau départ. L'autre faction s'enregistre finalement comme Alliance pour les droits et libertés.

## Résultats électoraux

### Élections parlementaires
| Année   | Députés  | Votes   | %     | Rang | Gouvernement                                                     |
| ------- | -------- | ------- | ----- | ---- | ---------------------------------------------------------------- |
| 10/2024 | 30 / 240 | 281 366 | 11,17 | 3e   | Opposition (2024-2025), soutien sans participation (depuis 2025) |